# ملوق
المِلوَق أو المِبْسَط نصل عريض ومسطح ومرن يُستخدم لخلط ونشر ورفع المواد بما في ذلك الأطعمة والأدوية والجص والدهانات. أما في التطبيقات الطبية فقد تستخدم كلمة ملوق مرادفاً لمنحية.

## الاستخدام
يُستخدم المِلوَق عادةً لكشط حواف وعاء الخلط أو لتسوية الجزء الأعلى من كوب الخلط الجاف.

## الصور

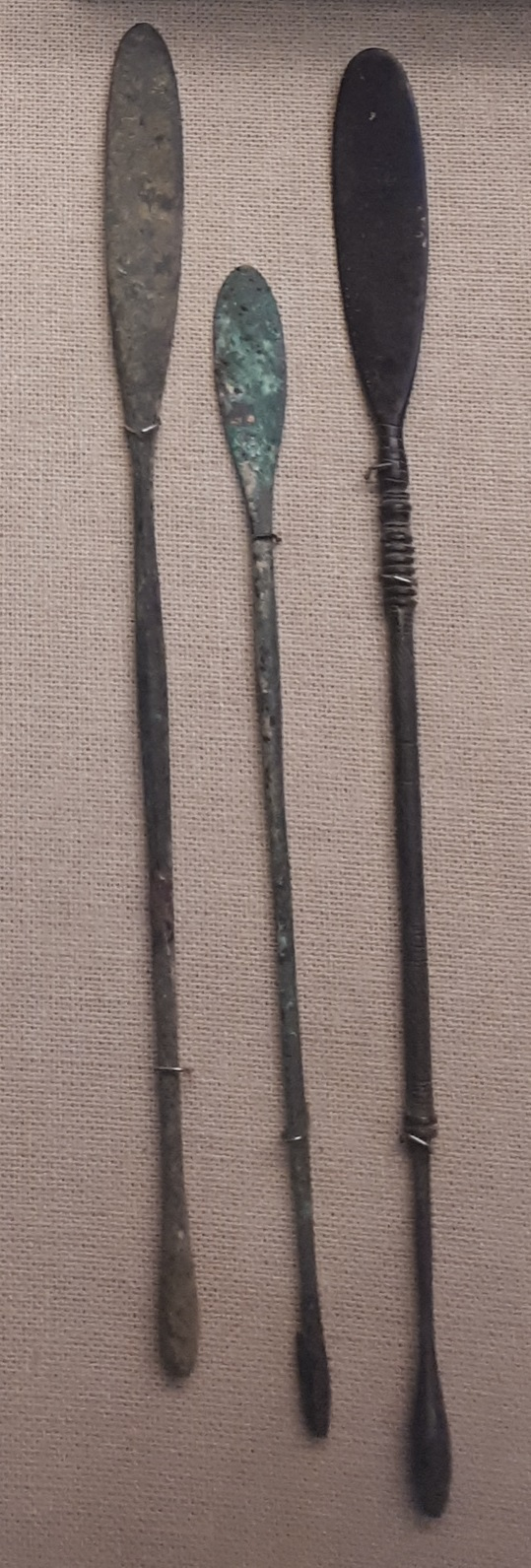
ملاعق روميّة قديمة في المتحف البريطاني
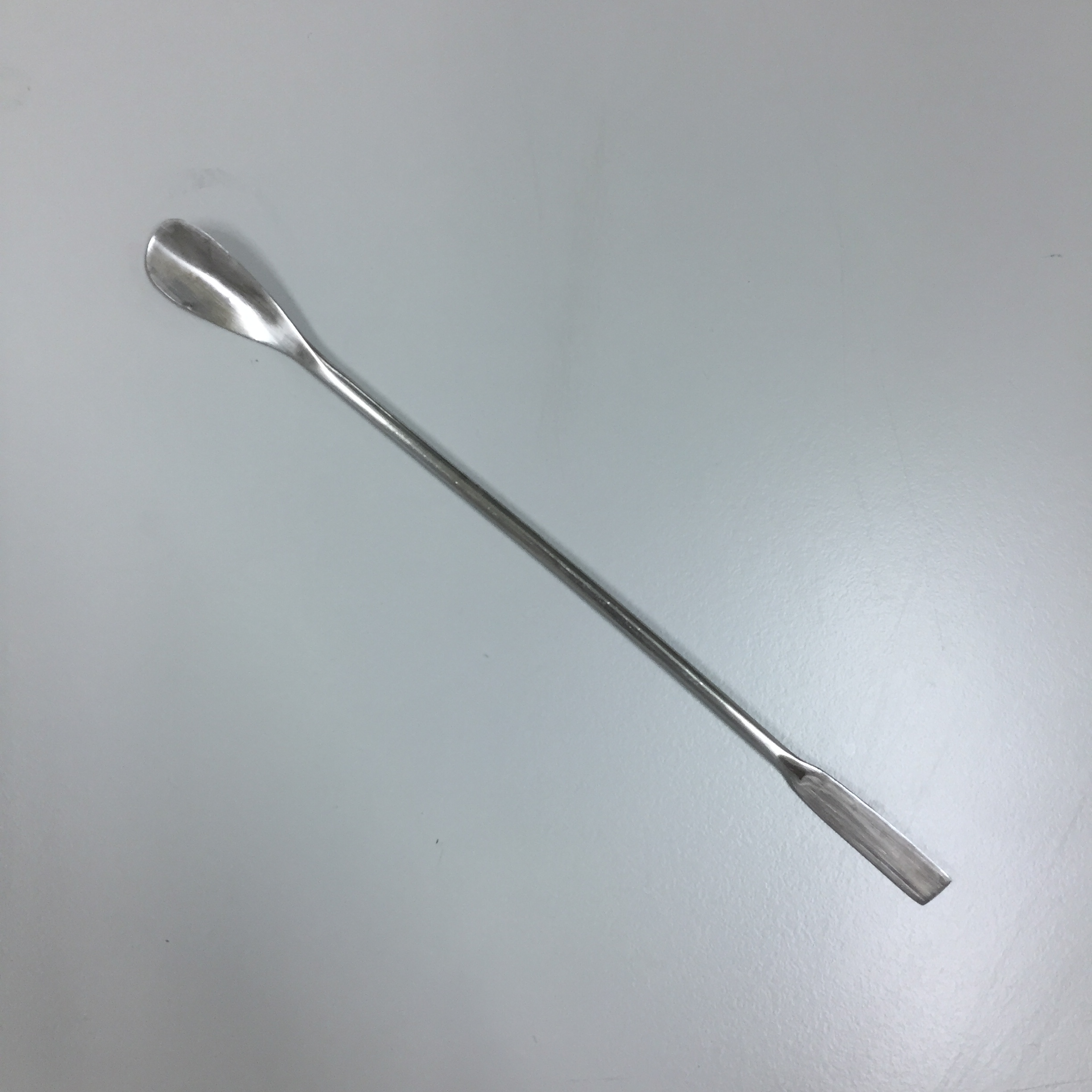
ملوقُ مختبرٍ من الفولاذ المقاوم للصدأ
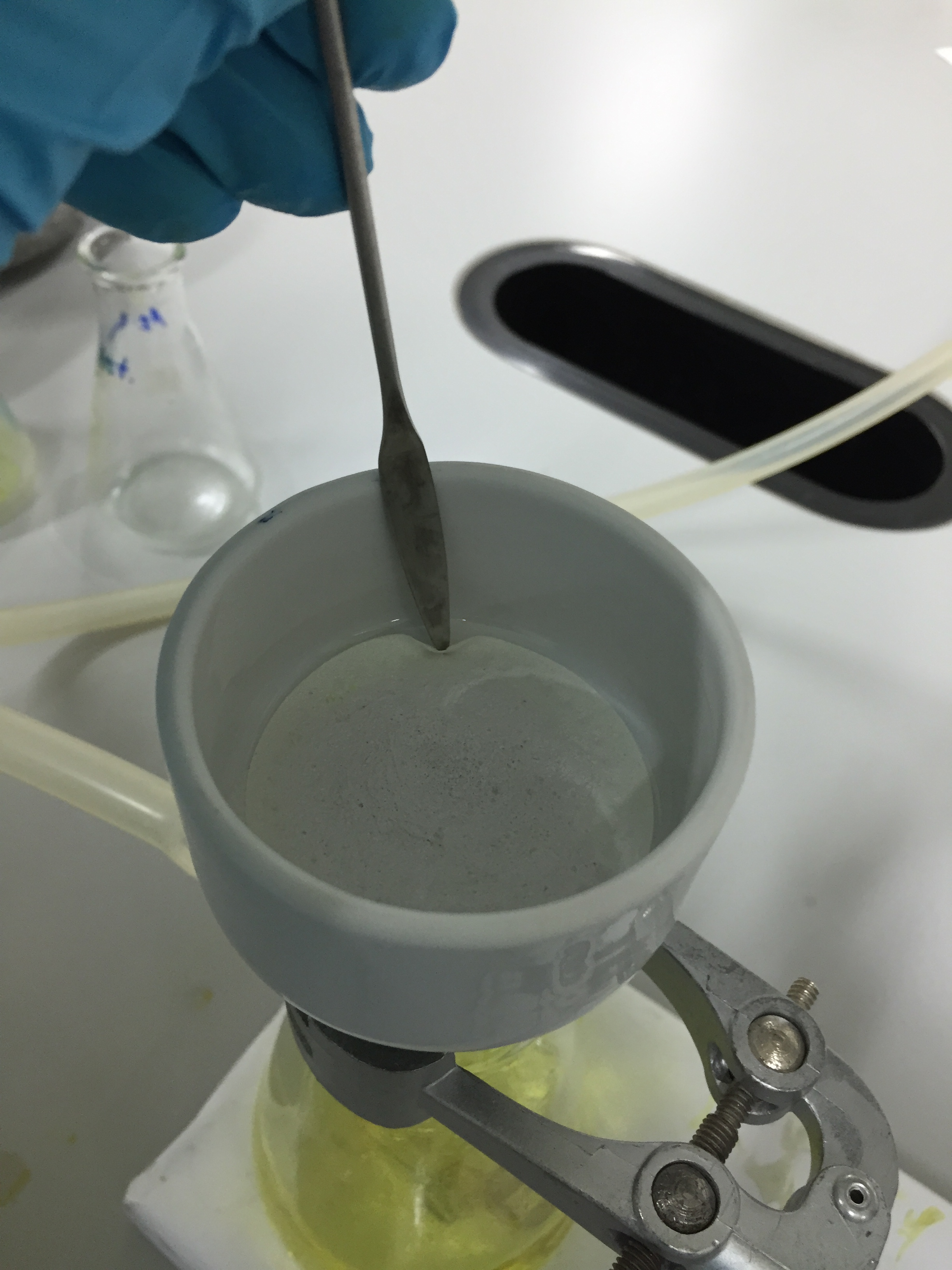
يعد هذا أحد الاستخدامات العديدة للملوق المصنوعة من الفولاذ المقاوم للصدأ: يمكن استخدامه للمساعدة في إزالة الراشحة من المرشحة بالفراغ.